# Estação Aeroporto (Fortaleza)
A Estação Aeroporto será uma das futuras estações do Metrô de Fortaleza, localizada na Avenida Senador Carlos Jereissati, bairro Aeroporto, em Fortaleza, capital do Estado do Ceará, na Região Nordeste do Brasil.
Quando concluída, integrará o Ramal Aeroporto–Castelão da Linha Nordeste, atualmente em construção, e será administrada pela Companhia Cearense de Transportes Metropolitanos.
A estação foi projetada para atender o Aeroporto Internacional de Fortaleza, se localizando imediatamente a frente do terminal do aeroporto.

## Características
Atualmente em fase de construção, a estação contará com uma estrutura elevada, vindo a ser interligada à passarela já existente sobre a avenida Senador Carlos Jereissati, com acesso realizado por meio de escadas fixas, rampas e elevador. Sua proximidade aos acessos do Aeroporto Internacional permitirá maior mobilidade entre aqueles que desejarem utilizar o sistema metroviário de Fortaleza durante seu embarque e desembarque do terminal aeroviário.